# King Kong (album Kabe)
King Kong – drugi album studyjny polskiego rapera Kabe. Wydawnictwo ukazało się 1 lipca 2022 roku nakładem wytwórni muzycznej QueQuality.  Album zadebiutował na 1. miejscu polskiej listy sprzedaży – OLiS. Płyta uzyskała status złotej płyty za sprzedaż ponad 15 tysięcy kopii.

## Lista utworów
Opracowano na podstawie materiału źródłowego.
1. „Intro”
2. „King kong”
3. „W cenie” (gościnnie: Białas)
4. „Opinel” (gościnnie: Koneser)
5. „Wyspy”
6. „Vivaldi”
7. „Cały hajs” (gościnnie: Danzel)
8. „Sezon”
9. „To i to”
10. „Mój dom” (gościnnie: Mr. Polska)
11. „Dziś nie”
12. „Outro (stado hien)”